# Wally Dressel
Marie Hedwig Wally Dressel (* 3. Juni 1893 in Magdeburg; † 10. Juni 1940 ebenda) war eine deutsche Schwimmerin.
Wally Dressel von Magdeburger DSC gewann 1909 und 1910 den Deutschen Meistertitel über 100 Meter Freistil. 1912 nahm sie bei den Olympischen Spielen 1912 in Stockholm an beiden für Damen ausgeschriebenen Wettbewerben teil. Über 100 Meter Freistil schied sie im Halbfinale aus. Die deutsche 4-mal-100-Meter-Freistilstaffel in der Besetzung Wally Dressel, Louise Otto, Hermine Stindt und Grete Rosenberg erreichte im Finale 11,8 Sekunden nach den britischen Olympiasiegerinnen das Ziel, hatte aber 12,4 Sekunden Vorsprung auf die drittplatzierten Österreicherinnen.